# Ефраїм Іноні
Ефраїм Іноні (фр. Ephraïm Inoni; нар. 16 серпня 1947) — камерунський політик, прем'єр-міністр Камеруну від 8 грудня 2004 по 30 червня 2009, член правлячої партії Камерунський народно-демократичний рух.

## Біографія
Народився в селі Бакінгілі, поблизу Лімбе, у Південно-Західному регіоні Камеруну. Іноні належить до англомовної групи населення Камеруну і народу баквері.
Відвідував початкову та середню школу в Лімбе (1954—1967). Навчався у Національній школі адміністрації та судоустрою в Яунде. У 1984 році він отримав ступінь магістра в галузі бізнесу та державного управління у Південно-Східному університеті (Вашингтон, США).
У 1981—1982 роках був муніципальним скарбником в Дуалі, у 1982—1984 роках скарбником камерунського посольства в США, та директором служби розрахунку збалансування в міністерстві фінансів у 1984—1988 роках. У 1992 він став спершу державним секретарем з питань фінансів, а потім заступником генерального секретаря президентської адміністрації.
У 2004 президент країни Поль Бія призначив Іноні прем'єр-міністром. До того у тому ж році Іноні очолював кампанію підтримки президента в Південно-Західній провінції в період президентських виборів.
Президент звільнив Іноні з посади прем'єр-міністра 30 червня 2009 року, призначивши на зміну Філемона Янга.
У квітні 2012 року був заарештований за підозрою в корупції. Його звинуватили у розтраті коштів міжнародної допомоги. У 2013 році Іноні засудили до 20 років в'язниці.